# Oas
Oas ist eine philippinische Stadtgemeinde in der Provinz Albay.

## Geschichte
Die Gründung der Gemeinde erfolgte in der Frühzeit der spanischen Kolonisierung der Bicol-Halbinsel. Im Jahre 1605 wurden von Baltazar de los Reyes innerhalb eines Tages 12 führende Einheimische zum Christentum konvertiert. Dadurch wurde die Gemeinde gegründet, die heute als Oas bekannt ist.
Über die Entstehung des Namens Oas gibt es drei Versionen. Die erste Version besagt, dass die Entstehung des Namens auf die zahlreichen Lagunen und Wasserstellen zurückgeht, die die frühen Kolonisten dazu veranlassten, den Platz Oase zu nennen. Dies wurde von den Einheimischen übernommen und später auf Oas verkürzt.
Die zweite Version bezieht sich auf die Existenz eines Damms, der quer über die engste Stelle des örtlichen Flusses verlief. Dieser Damm diente einzig zur Bewässerung der weiten Felder des Ortes sowie denen des benachbarten Ortes Libon und war für eine gute Ernte von Bedeutung. Die Menschen achteten sorgsam auf Bruchstellen oder Lecks, wenn während der Regenzeit schwere Niederschläge herrschten. Sobald eine Bruchstelle auftrat, rief jemand mit dem Ruf nawaswas die Leute zur sofortigen Unterstützung bei der Reparatur der Bruchstelle herbei. Dieser Begriff prägte die Bezeichnung für den Ort und wurde im Laufe der Zeit auf die heutige Form verkürzt.
Die dritte und wahrscheinlich die logischste Version wie die Stadtgemeinde ihren Namen erhielt, geht davon aus, dass die frühen spanischen Kolonisten, die dieses Gebiet der Bicol-Halbinsel erreichten, den Namen des Platzes, an dem etwa 600 Einheimische lebten, erfragten. Die Frage: Como se llama este sitio? wurde jedoch von den Einheimischen als Onan kading lugar dali maiwas? (Welcher Ort ist dies, er ist sehr groß?) missverstanden. Daraufhin antworteten sie Si, señores. Labi nikading iwas. Labi nikading iwas. (Jawohl, er ist sehr groß und weitläufig!). Von da an wurde von den spanischen Kolonisten „ein reiches fruchtbares Tal mit grünen Getreidefeldern“ in ihren offiziellen Aufzeichnungen vermerkt.

## Wirtschaft
Die Wirtschaft der Stadtgemeinde basiert hauptsächlich auf der Landwirtschaft. Deren Haupterzeugnisse sind Reis, Wurzelfrüchte wie Süßkartoffeln und Gabi, Kokosnüsse, sowie anderes Obst und Gemüse. Fisch und andere Meeresfrüchte werden an den Küstengebieten ebenfalls erzeugt. Sie tragen jedoch aufgrund der Transportschwierigkeiten nur wenig zum Gemeindeeinkommen bei.

## Sonstiges
Oas ist bekannt für Familiennamen, die mit dem Buchstaben „R“ beginnen. Deshalb gibt es Geschichten, die erzählen, dass die Personen, deren Familienname nicht mit „R“ beginnen, Migranten aus anderen Orten sein müssen. Dies wird darauf zurückgeführt, dass während der Spanischen Zeit den Bewohnern eines jeden Ortes ein bestimmter Buchstabe zugeordnet wurde, um die Herkunft besser bestimmen zu können.

## Baranggays
Oas ist politisch unterteilt in 53 Baranggays.
| - Badbad - Badian - Bagsa - Bagumbayan - Balogo - Banao - Bangiawon - Bongoran - Bogtong - Busac - Cadawag - Cagmanaba - Calaguimit - Calpi - Calzada - Camagong - Casinagan - Centro Poblacion | - Coliat - Del Rosario - Gumabao - Ilaor Norte - Ilaor Sur - Iraya Norte - Iraya Sur - Manga - Maporong - Maramba - Moroponros - Matambo - Mayag - Mayao - Nagas - San Pascual (Nale) - Obaliw-Rinas - Petoria - Pistola | - Ramay - Rizal - Saban - San Agustin - San Antonio - San Isidro - San Jose - San Juan - San Miguel - San Ramon - San Vicente (Suca) - Talisay - Talongog - Tapel - Tobgon - Tobog - Tablon |